# Нейроакантоцитоз
Нейроакантоцитоз или Хорея-акантоцитоз — редкое аутосомно-доминантное заболевание, в клинической картине которого присутствуют хореиформный гиперкинез, психические и когнитивные нарушения, явления полиневропатии, кардиомиопатии, а основой заболевания является наличие в периферической крови изменённых эритроцитов (акантоцитов). Заболевание характеризуется аутосомно-рецессивным типом наследования (ген картирован на хромосоме 9q21), возможны спорадические случаи.